# Erziehender Unterricht
Erziehender Unterricht ist eine Art von Unterricht, bei dem nicht bloß eine Wissensvermittlung stattfindet, sondern auch Einfluss auf die Persönlichkeitsentwicklung und das Verhalten des Lernenden genommen wird. Gemäß Erfahrung erweisen sich jüngere Menschen als charakterlich formbarer im Vergleich zu älteren.
Erziehender Unterricht ist ein didaktisches Konzept, das ab dem 18. Jahrhundert allmählich erarbeitet worden ist und dessen Weiterentwicklung bis heute anhält. Frühe Überlegungen zu diesem Konzept finden sich bereits bei Jean-Jacques Rousseau (1712–1778) (siehe auch Abschnitt „Kurznotiz zur Historie“ weiter unten).

## Nähere begriffliche Eingrenzung
Der Begriff des erziehenden Unterrichts zielt auf die Verbindung von zwei, durch ihre Intentionen unterschiedenen Formen der pädagogischen Intervention: Unterricht und Erziehung. Mit Unterricht ist hier die Vermittlung von Wissen und Kenntnissen sowie von intellektuellen und körperlichen Fähigkeiten gemeint. Erziehend ist der Unterricht dann, wenn er sich letztlich auf jene psychischen Größen richtet, von denen man annimmt, dass sie dem Handeln zugrunde liegen: auf Wollen, Wille und Charakter, auf Begehren und Begierden, auf Interessen, Leidenschaften und Gefühle; – in neuerer Terminologie: auf Motivation und Emotion. Mit erziehendem Unterricht wird demnach die Erziehung zu Moralität, Sittlichkeit oder Tugend auf dem Weg der Vermittlung von Wissen und Fertigkeiten bezeichnet. In der theoretischen Pädagogik ist, an das Vorige anknüpfend, die Frage nach der Verhältnisbestimmung von Wissensvermittlung zu Moralerziehung ein altes Thema.

## Unterricht nach Johann Friedrich Herbart
Unterricht fördert nicht nur die Aneignung und Steigerung von Wissen, sondern auch von Normen und Wertvorstellungen. Johann Friedrich Herbart (1776–1841) unterscheidet in seinen pädagogischen Ansätzen zwei Unterrichtsarten, die ergänzend nebeneinanderstehen:
- Unterricht, gerichtet auf den reinen Erwerb von Wissen und Fertigkeiten.

(Ziel ist das schnelle Aneignen der erwarteten Kenntnisse und das Imstandesein, sie anzuwenden.)
- Erziehender Unterricht.

(Ziel ist es, eine Orientierung für humane Lebensführungen zu geben und dadurch die allgemeine Persönlichkeitsentwicklung zu fördern.)
Im Schulalltag lassen sich die beiden Aspekte nicht exakt voneinander trennen, sodass jeder Unterricht durch die Interaktionen zwischen Lehrern und Schülern zur Erziehung beiträgt.

## Methodisch-Handwerkliches
Methodisch-handwerklich gesehen, muss es den Befürwortern des erziehenden Unterrichts ein Anliegen sein, Voraussetzungen und Freiräume für ein soziales Setting von Erziehung herzustellen, das einer organisierten
Auslösung, Steuerung und Kontrolle von systematisierten, methodisierten und ökonomisierten Lernprozessen förderlich ist.
Lehrer sollen Unterricht so organisieren, „dass über die faktenvermittelnden hin zu kritischen und kreativen Lernprozessen fortgeschritten werden kann, die ebenso der Selbstverwirklichung des einzelnen wie den gesellschaftlichen Notwendigkeiten und Entwicklungen zu dienen vermögen“. Um diese Organisation leisten zu können, setzt man voraus, dass die Lehrkräfte auch im didaktischen Bereich eine entsprechende Ausbildung erhalten haben. Didaktik wird definiert als „die wissenschaftliche Bemühung, die erforscht, wie Lehrprozesse auf Lernprozesse und Lernprozesse auf Lehrprozesse so aufeinander bezogen werden können, dass bei einem Minimum von Zwang ein Optimum von Lernerfolg erzielt werden kann, der den Wünschen des Individuums und dem Wünschenswerten, wie es die Gesellschaft vertritt, gerecht wird“.

## Erziehungsziele
- Arbeitstugenden:
  - Selbständiges Üben und Überprüfen von Aufgaben
  - Eigene Informationsverarbeitung, -kritik und -beschaffung
  - Konzentriertes Arbeiten während des gesamten Arbeitsprozesses
- Soziale Eigenschaften:
  - Mitmenschen unabhängig von Äußerlichkeiten respektieren
  - Vorurteile unterlassen und kritisch betrachten[7]

## Kurznotiz zur Historie
Frühe Überlegungen zur Bedeutung von Erziehung im Unterricht sind im 18. und 19. Jahrhundert durch Jean-Jacques Rousseau (1712–1778), Immanuel Kant (1724–1804), August Hermann Niemeyer (1754–1828), Friedrich Schleiermacher (1768–1834) und Johann Friedrich Herbart (1776–1841) entwickelt worden.
Insbesondere Herbart hat mit seinen didaktischen Konzeptionen im 19. Jahrhundert eine intellektuelle Strömung ausgelöst, durch deren Arbeiten die Pädagogik als Wissenschaftsdisziplin etabliert wurde. Später hat sich die sogenannte Reformpädagogik (Hochphase 1890–1930) gegen den Herbartianismus gewandt. Pädagogen, die für einzelne herbartianistische oder reformpädagogische Auffassungen Position bezogen haben, gerieten zu Fragen der Konkretisierung von Unterricht bis in die jüngste Gegenwart aneinander.